# Roman Jalowenko
Roman Ruslanowytsch Jalowenko (ukrainisch Роман Русланович Яловенко; * 8. Februar 1997 in Warschau, Polen) ist ein ukrainischer Fußballspieler.

## Karriere
Jalowenko begann seine Karriere bei Metalurh Donezk. Zur Saison 2015/16 wechselte er zum FK Stal. Zur Saison 2016/17 kam er in die Jugend von Schachtar Donezk. Zur Saison 2019/20 wechselte er zum unterklassigen Awanhard Bsiw. Im Januar 2020 wechselte er zum Zweitligisten Tschornomorez Odessa. Dort debütierte er im Juni 2020 in der Perscha Liha. In eineinhalb Jahren in Odessa kam er zu 16 Zweitligaeinsätzen, in denen er viermal traf. Mit Tschornomorez stieg er 2021 in die Premjer-Liha auf.
Nach dem Aufstieg wechselte er zur Saison 2021/22 zum Zweitligisten Olimpik Donezk. Für Olimpik spielte er bis zur Winterpause 17 Mal in der Perscha Liha. Im Februar 2022 zog er weiter innerhalb der Liga zu Aljans Lypowa Dolyna. Ende desselben Monats brach allerdings der Ukraine-Krieg aus, woraufhin der Offensivspieler im April 2022 nach Frankreich zum Viertligisten AS Poissy wechselte. Für Poissy spielte er bis Saisonende fünfmal in der National 2. Nach der Saison 2021/22 verließ er die Franzosen wieder.
Im Februar 2023 wechselte Jalowenko daraufhin nach einem Halbjahr ohne Klub zum österreichischen Regionalligisten SC Wiener Viktoria. Für die Viktoria erzielte er bis zum Ende der Spielzeit 2022/23 sechs Tore in 13 Einsätzen in der Regionalliga.